# Plectranthias pallidus
Plectranthias pallidus är en fiskart som beskrevs av Randall och Hoese, 1995. Plectranthias pallidus ingår i släktet Plectranthias och familjen havsabborrfiskar. IUCN kategoriserar arten globalt som otillräckligt studerad. Inga underarter finns listade i Catalogue of Life.